# Municipio de San Miguel Coatlán
El municipio de San Miguel Coatlán (del náhuatl: coatl, tlan ‘serpiente, lugar’‘Lugra de las serpientes’) es uno de los 570 municipios que conforman al estado mexicano de Oaxaca. Pertenece al distrito de Miahuatlán, dentro de la región sierra sur. Su cabecera es la localidad de San Miguel Coatlán.

## Geografía
El municipio abarca 125.26 km² y se encuentra a una altitud promedio de 1870 m s. n. m., oscilando entre 2800 y 600 m s. n. m.
Colinda al norte con los municipios de San Pablo Coatlán, Miahuatlán de Porfirio Díaz y Santa Lucía Miahuatlán; al este con Santa Lucía Miahuatlán y San Mateo Río Hondo; al sur con San Agustín Loxicha y Santa Catarina Loxicha; y al oeste con Santa Catarina Loxicha y San Pablo Coatlán.

### Fisiografía
San Miguel Coatlán se encuentra en la Sierra Madre del Sur. La mayor parte de su territorio se encuentra en la subprovincia de la cordillera costera del sur, solo el 1% de su superficie está en la subprovincia de las costas del sur. El 77% de la demarcación lo abarca el sistema de topoformas de la sierra alta compleja, la sierra baja abarca el 22% y la sierra baja compleja abarca el 1% restante. El tipo de relieve que predomina es el de montaña.

### Hidrografía
El 61% del municipio se encuentra en la subcuenca del río Colotepec, dentro de la cuenca del río Colotepec y otros, en la región hidrológica de la Costa de Oaxaca. El 39% restante lo compone la subcuenca del río Atoyac-San Pedro Juchatengo, dentro de la cuenca del río Atoyac, en la región hidrológica de Costa Chica-Río Verde. Las corrientes de agua más importantes de la demarcación son el río San Juan y el río de San Miguel, los cuales desembocan en el río Coatlán.

## Clima
El clima de San Miguel Coatlán es templado subhúmedo con lluvias en verano en el 74% de su territorio, semicálido húmedo con abundantes lluvias en verano en el 22% y cálido subhúmedo con lluvias en verano en el 3% restante. El rango de temperatura promedio es de 16 a 18 grados celcius, el mínimo promedio es de 6 a 8 grados y el máximo promedio es de 22 a 24 grados. El rango de precipitación media anual es de 1000 a 1200 mm y los meses de lluvias son de julio a abril.

## Demografía
De acuerdo al último censo, realizado por el INEGI en 2010, en el municipio habitan 3483 personas, repartidas entre 28 localidades. Del total de habitantes de San Miguel Coatlán, 418 hablan alguna lengua indígena.

### Grado de marginación
De acuerdo a los estudios realizados por la Secretaría de Desarrollo Social en 2010, dos tercios de la población del municipio viven en condiciones de pobreza extrema. El grado de marginación de San Miguel Coatlán es clasificado como Muy alto. En 2013 el municipio fue incluido en la Cruzada nacional contra el hambre.

## Política

### Gobierno
El municipio se rige mediante el sistema de usos y costumbres, eligiendo gobernantes cada tres años de acuerdo a un sistema establecido por las tradiciones de sus antepasados. El ayuntamiento está compuesto por un síndico, tres regidores y un presidente municipal, puesto que desempeña Fortino López Díaz para el periodo 2014-2016.

### Regionalización
El municipio pertenece al XXIV Distrito Electoral Local, con sede en Miahuatlán de Porfirio Díaz.